# 古米斯塔河
43°05′18″N 41°00′10″E / 43.08833°N 41.00278°E
古米斯塔河是格魯吉亞的河流，位於該國西部阿布哈茲，處於首都第比利斯以西300公里，河道全長12公里，流域面積576平方公里，河水來自融雪、雨水和地下水。